# 20495 Rimavská Sobota
20495 Rimavská Sobota è un asteroide della fascia principale. Scoperto nel 1999, presenta un'orbita caratterizzata da un semiasse maggiore pari a 2,5983929 UA e da un'eccentricità di 0,1061233, inclinata di 15,28819° rispetto all'eclittica. L'asteroide è dedicato alla città slovacca Rimavská Sobota.